# Baraut
Baraut is een stad en gemeente in het district Bagpat van de Indiase staat Uttar Pradesh. 

## Demografie
Volgens de Indiase volkstelling van 2001 wonen er 85.822 mensen in Baraut, waarvan 53% mannelijk en 47% vrouwelijk is. De plaats heeft een alfabetiseringsgraad van 62%. 